# Cabal (film)
Cabal (Night Breed) è un film del 1990 scritto e diretto da Clive Barker.
Il film, prodotto dalla società Morgan Creek Productions, è un adattamento cinematografico dell'omonimo romanzo scritto dal regista britannico.

## Trama
USA. Mentre la città è sconvolta da un feroce serial killer che, munito di maschera, ha sterminato 6 famiglie in 10 mesi, Aaron Boone, oppresso dal senso di colpa per qualcosa che non ricorda e tormentato da incubi su omicidi e su una città, Midian, popolata da orribili creature, torna in cura, su consiglio della sua ragazza Lori, dallo psicologo Dr. P. Decker che, però, aumenta le angosce del giovane fino a persuaderlo di essere lui il maniaco. Quando poi, alla fine di una seduta, il dottore dà a Boone una boccetta di LSD, fingendo sia litio, il giovane, assunto il farmaco, inizia a delirare e, dopo esser quasi stato investito da un camion, viene ricoverato in ospedale dove conosce un paziente che sa dov'è Midian e vuole andarci giacché,  in quel luogo, se sei degno, i mostri che vi abitano ti accolgono e ti perdonano ogni peccato.
Ancora sotto l'influenza della sostanza psichedelica, Boone parte alla ricerca della misteriosa Midian in cui si rifugiano i mostri protagonisti dei suoi sogni. Arrivato in un vecchio cimitero abbandonato, vi incontra alcuni uomini dall'aspetto orribile, uno dei quali, mordendolo alla spalla, lo condanna a divenire un mostro egli stesso. Il giovane fugge allora dal cimitero, ma trova fuori la polizia, guidata da Decker, che ha persuaso tutti della sua colpevolezza. Gli agenti, su istigazione del dottore, sparano a Boone, uccidendolo.
Dopo che Lori lo ha identificato all'obitorio, il morto torna a vivere e raggiunge Midian per condurvi l'esistenza notturna dei mostri. La ragazza inizia a investigare sulla città e a cercare Boone, tallonata da Decker, ma anche dalla polizia, che non crede più alla morte del ragazzo e vuole catturare il presunto autore delle stragi.

Quando essi penetrano nel mondo sotterraneo di Midian, si scatena una violenta battaglia, durante la quale vengono distrutti col fuoco moltissimi mostri e il loro rifugio. Ma alla fine, dopo aver riabbracciato Lori, Boone combatte un duello mortale col diabolico Decker, e lo uccide. Il giovane è l'eroe, di nome Cabal, indicato dalla leggenda come salvatore di Midian, e destinato a far risorgere il mondo dei mostri, che sono da sempre espressione delle colpe degli uomini, e loro vittime.

## Cast
Il cattivo del film, un pazzo dottore serial killer, è interpretato dall'amico-regista David Cronenberg. Doug Bradley, il Pinhead di Hellraiser è nei panni di Dirk Lylesberg.

## Distribuzione

### Data di uscita
Il film venne distribuito in varie nazioni, fra cui:
- Stati Uniti d'America, Nightbreed  16 febbraio 1990
- Australia 5 aprile 1990
- Svezia, Kyrkogårdens hemlighet  10 agosto 1990
- Inghilterra 28 settembre 1990
- Germania, Cabal - Die Brut der Nacht 4 ottobre 1990
- Italia, Cabal  30 novembre 1990
- Francia, Cabal  16 gennaio 1991

## Accoglienza

### Critica
La pellicola è stata definita ripetitiva, disordinata e confusa. anche se tecnicamente impeccabile. Maurizio Porro affermò che il regista fallì nell'intento di portare il tema portante dal «fantastico» al «mitologico».

## Edizioni home video
L'interesse su Nightbreed è destinato ad aumentare con l'uscita in Blu-ray della Director's Cut del film il 28 ottobre 2014, esito finale di un progetto a lungo richiesto dai fan: all'epoca dell'uscita del film Barker non aveva ottenuto dai produttori il final cut del lungometraggio, pertanto la versione proiettata al cinema era stata decurtata di oltre 40 minuti rispetto alla durata originale (145 minuti); per diversi anni tanti appassionati del film, riuniti nel movimento "Occupy Midian", hanno effettuato meticolose ricerche per trovare copie della versione integrale, attraverso vecchie pellicole o videocassette, e hanno organizzato diverse iniziative per finanziare un eventuale restauro. Pian piano Nightbreed è stato ricostruito mettendo insieme le scene mancanti ritrovate nella qualità più accettabile, e la versione risultante da questa operazione è stata denominata Cabal Cut: in questa veste il film è stato proiettato in diverse rassegne horror, nel corso delle quali sono state anche registrate iniziative e petizioni per una distribuzione in home video.
Nel 2013 le richieste dei fan vengono finalmente esaudite quando la casa di distribuzione statunitense Shout Factory annuncia che avrebbe provveduto a distribuire il film in DVD e Blu-ray, e appena un anno dopo arriva anche la notizia del ritrovamento di copie della pellicola in ottimo stato. Da questi nuovi materiali è stato possibile estrapolare tutte le scene mancanti della versione integrale, perciò di comune accordo con Barker viene avviato un restauro definitivo: il film viene rimontato e revisionato con la supervisione e l'approvazione del regista, dando vita all'attesissima Director's Cut.

## Altri media

### Fumetti
Il film è stato adattato in quattro albi a fumetti (comic book in originale) per l'etichetta Epic Comics (fondata dalla Marvel Comics). Dato il successo iniziale la serie è proseguita oltre il n.4 divenendo una serie regolare che si è conclusa dopo 25 numeri e ha permesso di espandere la mitologia della storia e dei suoi personaggi. Il progetto si inserisce nell'accordo tra Clive Barker e la Marvel (tra il 1989 e il 1993) per produrre una linea di fumetti horror indirizzati ad un pubblico adulto e distribuiti dalla Epic. La collaborazione inizia nel 1989 con la serie Hellraiser per arrivare ad includere la miniserie Book of the Damned, i quattro albi unici Book of the Damned II, Book of the Damned III, Hellraiser Dark Holiday Special, Hellraiser Summer Special. Oltre alla serie regolare Nightbreed, esce anche una miniserie in due numeri che vede l'incontro/scontro dei personaggi delle storie di Hellraiser con quelli di Nightbreed. IL titolo dell'opera è Hellraiser/NightBreed: Jihad ed evidenzia come le principali opere di Barker si inseriscano in un unico universo narrativo. Una storia breve e inedita con personaggi di Nighbreed viene pubblicata nel n.2 della miniserie antologica Epic pubblicata nel 1992. L'ultimo albo a fumetti legato a quest'opera di Barker e distribuito dalla Epic Comics è numero finale della serie regolare Nightbreed (il n.25) con data di copertina marzo 1993.
A distanza di oltre vent'anni la casa editrice statunitense Boom!Studios torna a pubblicare una serie a fumetti dal titolo Clive Barker's Nightbreed e si propone di riallacciarsi agli eventi del film così come era stato originariamente concepito da Barker. Il primo numero esce a maggio 2014 e vede ai testi Marc Andreyko e ai disegni Piotr Kowalski. Il primo è reduce dal successo ottenuto con la serie Batwoman per la DC Comics (all'interno del rilancio The New 52) e Kowalski si è messo in evidenza realizzando una miniserie su Hulk per l'etichetta Marvel Knights. L'opera è supervisionata da Bean Mears e Mark Miller. Questi hanno già collaborato con i Boom!Studios per l'adattamento e/o creazione di storie legate alle opere di Barker. Nella nuova serie gli autori si propongono di esplorare le vicende dei mostri che compongono la tribù segreta di Midian in differenti periodi storici e del loro difficile rapporto con gli esseri umani. In contemporanea a Nightbreed, la casa editrice pubblica anche la miniserie Clive Barker's Next Testament (per i testi di Mark Miller) e Hellraiser: Bestiary (miniserie antologica che, tra gli altri, vede ai testi Mark Miller e Ben Meares).

### Televisione
A luglio 2014, poco dopo il rilancio della serie a fumetti, Clive Barker disse di essere interessato allo sviluppo di una serie televisiva su Nightbreed , di cui Mark Miller avrebbe già realizzato le prime sceneggiature. Al momento nessun network è interessato allo sviluppo dello show ma Barker e Miller sono ottimisti "perché le produzioni televisive sono in continuo sviluppo e miglioramento, per questo hanno bisogno di idee su cui investire".

### Videogiochi
Nel 1990 la Ocean Software pubblicò due videogiochi tratti con licenza ufficiale dal film: Nightbreed, a volte sottotitolato The Action Game, per molti home computer a 8 bit e a 16 bit dell'epoca, e Nightbreed: The Interactive Movie solo per i computer a 16 bit.
Era in progetto alla Ocean anche un terzo gioco su Cabal, un videogioco di ruolo sviluppato dalla Imagitec Design che venne menzionato dalla stampa, ma il progetto venne abbandonato in corso d'opera; parte di ciò che era stato realizzato venne riutilizzato per produrre Daemonsgate (1993).